# Akalat géant
Malacopteron magnum
Espèce
Statut de conservation UICN

 NT  : Quasi menacé
L’Akalat géant (Malacopteron magnum) est une espèce de passereaux de la famille des Pellorneidae.

## Répartition
On le trouve en Birmanie, Brunei, Indonésie, Malaisie, Philippines et Thaïlande.

## Habitat
Il habite les forêts humides tropicales et subtropicales de basse altitude.
Il est menacé par la perte de son habitat.